# Zea mays subsp. parviglumis
Sous-espèce
Classification phylogénétique
La téosinte de Balsas (Zea mays subsp. parviglumis), est une sous-espèce du genre Zea. C'est une téosinte, plante herbacée annuelle, endémique du Mexique. Elle est considérée comme l'ancêtre du maïs,.

## Écologie
Cette plante pousse sur le plateau du centre et du sud du Mexique dans la région du rio Balsas sur un axe est-ouest de Oaxaca à Jalisco, entre 400 et 1 800 mètres d'altitude où elle est très répandue.
Elle est adaptée aux climats humides.

## Description
Plusieurs populations sont décrites  Oaxaca, Guerrero, Balsas, Jalisco.
Plantes de ~2-5 m de haut
De 20 à plus de 100 branches portant des panicules mâles à petits épillets de 5-8 mm de long (ce qui les distingue de Z. mexicana)
Gaines foliaires glabres, rouge clair
Fruits triangulaires de ~30-80 mg
Son cycle végétatif est de 6 à 7 mois.

## Génétique
En 1939, Georges Beadle soutient que la domestication du maïs a été faite par l'homme à partir de la téosinte, Dans les années 1970, il réalise de multiples croisements avec plus de 70 kg de graines de téosintes, et dénombre les gènes avec les différences morphologiques.
Bien que s'hybridant rarement spontanément avec le maïs cultivé, le généticien américain John Doebley (en) pense que cette sous-espèce en est la plus proche génétiquement et en serait l'ancêtre. Il confirme les conclusions de Beadle dans les années 1980. Dans ce cas, Zea mays subsp. huehuetenangensis pourrait être un intermédiaire entre cette espèce et le maïs cultivé.